# Toon de Gouw
Toon de Gouw (* 14. Januar 1960 in Vlijmen) ist ein niederländischer Jazzmusiker (Trompete).

## Leben und Wirken
De Gouw begann mit elf Jahren, auf der Trompete Unterhaltungsmusik zu spielen. Seit 1977 am Jazz interessiert, studierte er ab 1979 auf dem Rotterdams Conservatorium, wo er seit 1985 Hautfachdozent für Trompete war. Zunächst gehörte er zum Gemeentereinigingsorkest Vaalbleek, mit dem er drei Alben einspielte; Niko Langenhuijsen holte ihn für sein Album Hypo, das 1985 mit einem Edison ausgezeichnet wurde. Auch war er in Loek Dikkers Waterland Octet aktiv. 1984 wurde er Mitglied des ICP Orchestra, um dann in der Bigband Contraband zu wirken. Weiterhin arbeitete er bei Nueva Manteca, im Quintett von Paul van Kemenade, der Maiden Voyage Big Band von Paul Stocker, dem Metropole Orkest, dem Timeless Orchestra und in Klaus Flenter New Generation. Seit 1998 ist er in den Gruppen von Pierre Courbois zu hören. Der Diskograph Tom Lord verzeichnete 19 Aufnahmen von De Gouw zwischen 1979 und 2006.

## Diskographische Hinweise
- Gemeentereinigingsorkest Vaalbleek/Cleansing Department Orchestra (BVHaast 1980, mit Paul van Kemenade, Hans Sparla, Henk Koekkoek, Niko Langenhuijsen,  Willem Kühne, Peter Mingaars, Frans van Grinsven)
- Niko Langenhuijsen Hypo (Varajazz 1984, mit Willem van Manen, Ernst Reijseger, Bohuslav Zola, Arnold Dooyeweerd)
- Vaalbleek Caoutchouc (Eksakt, 1985)
- Pierre Courbois 5/4 Sextet Revocation (Live at the Bimhuis) (DayBreak 2007, mit Jasper Blom, Ilja Reijngoud, Willem Kühne, Niko Langenhuijsen)